# Copa da Polônia de Voleibol Masculino
A Copa da Polônia de Voleibol Masculino é uma competição anual entre clubes de voleibol masculino da Polônia. É organizado pela PZPS e pela Liga Polonesa de Voleibol.

## Histórico
Era fevereiro de 1932 quando a Taça da Polónia TAURON foi iniciada pela primeira vez, e depois a Taça da Associação Polaca de Jogos Desportivos. Naquela época, o voleibol era jogado em campo aberto, então não era jogado no inverno. É graças a isso que no sindicato, que congregou não só jogadores de voleibol, mas também, entre outros, jogadores de basquete e handebol, surgiu a ideia de organizar jogos de inverno. Por esta razão, a Copa da Federação Polonesa de Jogos Esportivos também foi chamada de "Campeonato Polonês de Inverno".
ŁKS Łódź, Cracovia Kraków, Strzelec Vilnius, AZS Warszawa, Gryf Toruń e Sokół Lwów jogaram no primeiro torneio, que aconteceu nos dias 20 e 21 de fevereiro em Łódź. No primeiro dia, as equipes jogaram em grupos e, no segundo dia, houve uma final entre quatro equipes. O melhor foi o ŁKS Łódź, que, como Cracovia Kraków e Sokół Lwów, venceu duas partidas, mas teve a melhor proporção de pequenos pontos. Vale a pena acrescentar que na equipe do ŁKS Łódź atuou, entre outros Edward Ałaszewski, mais tarde um grande desenhista e caricaturista.
A Copa da Polônia teve nomes diferentes - após a Segunda Guerra Mundial foi chamada de Federação Polonesa de Basquete, Voleibol e Handebol, e depois Copa do Comitê Central de Cultura Física e Copa da Federação Polonesa de Voleibol. Finalmente, em 1970, pela primeira vez, a competição foi disputada com um nome interessante: Copa da Polônia para a "Copa do Esportista". O prêmio principal - a taça - foi financiado pela redação do então popular semanário "Sportowiec". Os últimos jogos com o título da imprensa no nome foram disputados em 1979, e desde 1981 as equipes já disputam a Copa da Polônia.
Os jogos foram interrompidos várias vezes e, embora tenham se passado noventa anos desde os primeiros jogos, apenas sessenta e três posições estão na lista de vencedores. Nos anos 1937–1949, 1955–1959, 1962–1969 e nas temporadas 1979–80 e 2019–20, as equipes não jogaram ou não conseguiram terminar a competição.

## Resultados
| COPA DA POLÔNIA DE VOLEIBOL MASCULINO   | COPA DA POLÔNIA DE VOLEIBOL MASCULINO                          | COPA DA POLÔNIA DE VOLEIBOL MASCULINO                          | COPA DA POLÔNIA DE VOLEIBOL MASCULINO                          | COPA DA POLÔNIA DE VOLEIBOL MASCULINO                          | COPA DA POLÔNIA DE VOLEIBOL MASCULINO |
| Edição                                  | Edição                                                         | Final                                                          | Final                                                          | Final                                                          |                                       |
| Temporada                               | Sede                                                           | Campeão                                                        | Resultado                                                      | Vice-campeão                                                   |                                       |
| --------------------------------------- | -------------------------------------------------------------- | -------------------------------------------------------------- | -------------------------------------------------------------- | -------------------------------------------------------------- | ------------------------------------- |
| 1932 Detalhes                           | Łódź                                                           | ŁKS Łódź                                                       |                                                                | Sokół Macierz Lwów                                             |                                       |
| 1933 Detalhes                           | Lviv                                                           | Sokół Macierz Lwów                                             |                                                                | ŁKS Łódź                                                       |                                       |
| 1934 Detalhes                           | Poznań                                                         | AZS Warszawa                                                   |                                                                | KS Cracóvia                                                    |                                       |
| 1935 Detalhes                           | Cracóvia                                                       | KS Cracóvia                                                    |                                                                | AZS Warszawa                                                   |                                       |
| 1936 Detalhes                           | Toruń                                                          | YMCA Kraków                                                    |                                                                | KS Warszawa                                                    |                                       |
| Não houve disputa entre 1937 e 1949.    |                                                                |                                                                |                                                                |                                                                |                                       |
| 1950 Detalhes                           | Cracóvia                                                       | AZS-AWF Warszawa                                               |                                                                | AZS Wrocław                                                    |                                       |
| 1951 Detalhes                           | Varsóvia                                                       | AZS-AWF Warszawa                                               |                                                                | AZS Wrocław                                                    |                                       |
| 1952 Detalhes                           | Bielsko-Biała                                                  | Legia Warszawa                                                 |                                                                | Gwardia Wrocław                                                |                                       |
| 1953 Detalhes                           | Varsóvia                                                       | AZS-AWF Warszawa                                               |                                                                | Gwardia Warszawa                                               |                                       |
| 1953/1954 Detalhes                      |                                                                | AZS-AWF Warszawa                                               |                                                                | Gwardia Wrocław                                                |                                       |
| 1954 Detalhes                           |                                                                | AZS-AWF Warszawa                                               |                                                                | Gwardia Wrocław                                                |                                       |
| Não houve disputa entre 1955 e 1959.    |                                                                |                                                                |                                                                |                                                                |                                       |
| 1959/1960 Detalhes                      | Gdansk                                                         | Górnik Katowice                                                |                                                                | Legia Warszawa                                                 |                                       |
| 1960/1961 Detalhes                      | Varsóvia                                                       | AZS-AWF Warszawa                                               |                                                                | Gwardia Wrocław                                                |                                       |
| Não houve disputa entre 1962 e 1969.    |                                                                |                                                                |                                                                |                                                                |                                       |
| 1969/1970 Detalhes                      | Varsóvia                                                       | AZS Olsztyn                                                    |                                                                | AZS Warszawa                                                   |                                       |
| 1970/1971 Detalhes                      | Breslávia                                                      | AZS Olsztyn                                                    |                                                                | Stal Mielec                                                    |                                       |
| 1971/1972 Detalhes                      | Michałkowice                                                   | AZS Olsztyn                                                    |                                                                | Płomień Milowice                                               |                                       |
| 1972/1973 Detalhes                      | Kalisz                                                         | Beskid Andrychów                                               |                                                                | AZS-AWF Warszawa                                               |                                       |
| 1973/1974 Detalhes                      | Lublin                                                         | Hutnik Dobry Wynik Kraków                                      |                                                                | Asseco Resovia                                                 |                                       |
| 1974/1975 Detalhes                      | Rzeszów                                                        | Asseco Resovia                                                 |                                                                | Stoczniowiec Gdańsk                                            |                                       |
| 1975/1976 Detalhes                      | Tomaszów Mazowiecki                                            | Stal Mielec                                                    |                                                                | Beskid Andrychów                                               |                                       |
| 1976/1977 Detalhes                      | Poznań                                                         | KS Posnania                                                    |                                                                | Legia Warszawa                                                 |                                       |
| 1977/1978 Detalhes                      | Ostrołęka                                                      | Beskid Andrychów                                               |                                                                | Stoczniowiec Gdańsk                                            |                                       |
| 1978/1979 Detalhes                      | Łódź                                                           | Resursa Łódź                                                   |                                                                | Stoczniowiec Gdańsk                                            |                                       |
| Não houve disputa na temporada 1979–80. |                                                                |                                                                |                                                                |                                                                |                                       |
| 1980/1981 Detalhes                      | Bydgoszcz                                                      | Gwardia Wrocław                                                |                                                                | Beskid Andrychów                                               |                                       |
| 1981/1982 Detalhes                      | Płock                                                          | AZS Olsztyn                                                    |                                                                | Legia Warszawa                                                 |                                       |
| 1982/1983 Detalhes                      | Tomaszów Mazowiecki                                            | Asseco Resovia                                                 |                                                                | AZS Olsztyn                                                    |                                       |
| 1983/1984 Detalhes                      | Częstochowa                                                    | Legia Warszawa                                                 |                                                                | Płomień Milowice                                               |                                       |
| 1984/1985 Detalhes                      | Kielce                                                         | Płomień Milowice                                               |                                                                | Resursa Łódź                                                   |                                       |
| 1985/1986 Detalhes                      | Kędzierzyn-Koźle                                               | Legia Warszawa                                                 |                                                                | Asseco Resovia                                                 |                                       |
| 1986/1987 Detalhes                      | Leszno                                                         | Asseco Resovia                                                 |                                                                | Czarni Radom                                                   |                                       |
| 1987/1988 Detalhes                      | Poznań                                                         | Hutnik Dobry Wynik Kraków                                      |                                                                | Morze Bałtyk Szczecin                                          |                                       |
| 1988/1989 Detalhes                      | Słupsk                                                         | AZS Olsztyn                                                    |                                                                | Morze Bałtyk Szczecin                                          |                                       |
| 1989/1990 Detalhes                      | Bielsko-Biała                                                  | Hutnik Dobry Wynik Kraków                                      |                                                                | AZS Olsztyn                                                    |                                       |
| 1990/1991 Detalhes                      | Ostrołęka                                                      | AZS Olsztyn                                                    |                                                                | AZS Częstochowa                                                |                                       |
| 1991/1992 Detalhes                      | Legnica                                                        | AZS Olsztyn                                                    | Pontos corridos                                                | BBTS Bielsko-Biała                                             |                                       |
| 1992/1993 Detalhes                      | Opole                                                          | Chełmiec Wałbrzych                                             |                                                                | BBTS Bielsko-Biała                                             |                                       |
| 1993/1994 Detalhes                      | Częstochowa                                                    | BBTS Bielsko-Biała                                             |                                                                | AZS Yawal Częstochowa                                          |                                       |
| 1994/1995 Detalhes                      | Varsóvia                                                       | Legia Warszawa                                                 |                                                                | Stal AZS PWSZ Nysa                                             |                                       |
| 1995/1996 Detalhes                      | Nysa                                                           | Stal AZS PWSZ Nysa                                             |                                                                | AZS Yawal Częstochowa                                          |                                       |
| 1996/1997 Detalhes                      | Radom                                                          | Stilon Gorzów Wielkopolski                                     |                                                                | Mostostal–Azoty Kędzierzyn-Koźle                               |                                       |
| 1997/1998 Detalhes                      | Częstochowa                                                    | AZS Yawal Częstochowa                                          |                                                                | Stilon Gorzów Wielkopolski                                     |                                       |
| 1998/1999 Detalhes                      | Sosnowiec                                                      | Warka Strong Czarni Radom                                      |                                                                | AZS Yawal Częstochowa                                          |                                       |
| 1999/2000 Detalhes                      | Gorzów Wielkopolski                                            | Mostostal–Azoty Kędzierzyn-Koźle                               |                                                                | Stilon Gorzów Wielkopolski                                     |                                       |
| 2000/2001 Detalhes                      | Kędzierzyn-Koźle                                               | Mostostal–Azoty Kędzierzyn-Koźle                               | 3–0                                                            | Galaxia Jurajska AZS Bank Częstochowa                          |                                       |
| 2001/2002 Detalhes                      | Wieluń                                                         | Mostostal–Azoty Kędzierzyn-Koźle                               | 3–2 (25–23, 26–28, 25–15, 22–25, 15–9)                         | Galaxia AZS Częstochowa                                        |                                       |
| 2002/2003 Detalhes                      | Sosnowiec                                                      | Polska Energia Sosnowiec                                       | 3–0 (25–14, 25–21, 25–17)                                      | Morze Bałtyk Szczecin                                          |                                       |
| 2003/2004 Detalhes                      | Bełchatów                                                      | Polska Energia Sosnowiec                                       | 3–1 (25–14, 20–25, 25–20, 25–20)                               | KPS Skra Bełchatów                                             |                                       |
| 2004/2005 Detalhes                      | Olsztyn                                                        | BOT Skra Bełchatów                                             | 3–1 Relatório (17–25, 25–23, 25–23, 25–16)                     | PZU AZS Olsztyn                                                |                                       |
| 2005/2006 Detalhes                      | Varsóvia                                                       | BOT Skra Bełchatów                                             | 3–0 Relatório (25–22, 25–21, 25–18)                            | Wkręt–met Domex AZS Częstochowa                                |                                       |
| 2006/2007 Detalhes                      | Kielce                                                         | BOT Skra Bełchatów                                             | 3–0 Relatório (25–23, 28–26, 25–17)                            | PZU AZS Olsztyn                                                |                                       |
| 2007/2008 Detalhes                      | Poznań                                                         | Wkręt–met Domex AZS Częstochowa                                | 3–1 Relatório (25–23, 25–22, 22–25, 32–30)                     | Jastrzębski Węgiel                                             |                                       |
| 2008/2009 Detalhes                      | Kielce                                                         | PGE Skra Bełchatów                                             | 3–0 Relatório (25–20, 25–21, 25–20)                            | AZS UWM Olsztyn                                                |                                       |
| 2009/2010 Detalhes                      | Bydgoszcz                                                      | Jastrzębski Węgiel                                             | 3–2 Relatório (25–22, 22–25, 25–23, 22–25, 15–13)              | Asseco Resovia                                                 |                                       |
| 2010/2011 Detalhes                      | Varsóvia                                                       | PGE Skra Bełchatów                                             | 3–0 Relatório (25–19, 26–24, 25–18)                            | ZAKSA Kędzierzyn-Koźle                                         |                                       |
| 2011/2012 Detalhes                      | Rzeszów                                                        | PGE Skra Bełchatów                                             | 3–0 Relatório (25–16, 25–20, 25–19)                            | Jastrzębski Węgiel                                             |                                       |
| 2012/2013 Detalhes                      | Częstochowa                                                    | ZAKSA Kędzierzyn-Koźle                                         | 3–1 Relatório (19–25, 25–18, 25–21, 25–23)                     | Asseco Resovia                                                 |                                       |
| 2013/2014 Detalhes                      | Zielona Góra                                                   | ZAKSA Kędzierzyn-Koźle                                         | 3–1 Relatório (25–23, 18–25, 25–18, 25–17)                     | Jastrzębski Węgiel                                             |                                       |
| 2014/2015 Detalhes                      | Gdańsk                                                         | Trefl Gdańsk                                                   | 3–1 Relatório (25–22, 21–25, 25–21, 25–23)                     | Asseco Resovia                                                 |                                       |
| 2015/2016 Detalhes                      | Breslávia                                                      | PGE Skra Bełchatów                                             | 3–2 Relatório (12–25, 25–23, 22–25, 28–26, 19–17)              | ZAKSA Kędzierzyn-Koźle                                         |                                       |
| 2016/2017 Detalhes                      | Breslávia                                                      | ZAKSA Kędzierzyn-Koźle                                         | 3–1 Relatório (29–27, 25–27, 25–20, 25–18)                     | PGE Skra Bełchatów                                             |                                       |
| 2017/2018 Detalhes                      | Breslávia                                                      | Trefl Gdańsk                                                   | 3–0 Relatório (25–21, 25–22, 25–22)                            | PGE Skra Bełchatów                                             |                                       |
| 2018/2019 Detalhes                      | Breslávia                                                      | ZAKSA Kędzierzyn-Koźle                                         | 3–1 Relatório (25–20, 25–13, 25–27, 25–17)                     | Jastrzębski Węgiel                                             |                                       |
| 2019/2020 Detalhes                      | Edição interrompida e cancelada devido à pandemia de COVID-19. | Edição interrompida e cancelada devido à pandemia de COVID-19. | Edição interrompida e cancelada devido à pandemia de COVID-19. | Edição interrompida e cancelada devido à pandemia de COVID-19. |                                       |
| 2020/2021 Detalhes                      | Cracóvia                                                       | ZAKSA Kędzierzyn-Koźle                                         | 3–0 Relatório (25–20, 27–25, 25–15)                            | Jastrzębski Węgiel                                             |                                       |
| 2021/2022 Detalhes                      | Breslávia                                                      | ZAKSA Kędzierzyn-Koźle                                         | 3–0 Relatório (25–20, 25–15, 25–19)                            | Jastrzębski Węgiel                                             |                                       |
| 2022/2023 Detalhes                      | Cracóvia                                                       | ZAKSA Kędzierzyn-Koźle                                         | 3–0 Relatório (26–24, 29–27, 25–23)                            | Jastrzębski Węgiel                                             |                                       |
| 2023/2024 Detalhes                      | Cracóvia                                                       | Aluron CMC Warta Zawiercie                                     | 3–1 Relatório (25–22, 20–25, 25–21, 25–20)                     | Jastrzębski Węgiel                                             |                                       |

## Títulos por equipe
| Pos. | Equipe                     |    |   |    |
| ---- | -------------------------- | -- | - | -- |
| 1    | ZAKSA Kędzierzyn-Koźle     | 10 | 3 | 13 |
| 2    | AZS UWM Olsztyn            | 7  | 5 | 12 |
| 3    | PGE Skra Bełchatów         | 7  | 3 | 10 |
| 4    | Legia Warszawa             | 5  | 3 | 8  |
| 5    | Asseco Resovia             | 3  | 5 | 8  |
| 6    | Polska Energia Sosnowiec   | 3  | 2 | 5  |
| 6    | AZS-AWF Warszawa           | 3  | 2 | 5  |
| 6    | AZS Warszawa               | 3  | 2 | 5  |
| 9    | Hutnik Dobry Wynik Kraków  | 3  | - | 3  |
| 10   | AZS Częstochowa            | 2  | 7 | 9  |
| 11   | Beskid Andrychów           | 2  | 2 | 4  |
| 12   | Trefl Gdańsk               | 2  | - | 2  |
| 13   | Jastrzębski Węgiel         | 1  | 8 | 9  |
| 14   | Gwardia Wrocław            | 1  | 4 | 5  |
| 15   | BBTS Bielsko-Biała         | 1  | 2 | 3  |
| 15   | Stilon Gorzów Wielkopolski | 1  | 2 | 3  |
| 17   | Warka Strong Czarni Radom  | 1  | 1 | 2  |
| 17   | KS Cracóvia                | 1  | 1 | 2  |
| 17   | Stal AZS PWSZ Nysa         | 1  | 1 | 2  |
| 17   | Sokół Macierz Lwów         | 1  | 1 | 2  |
| 17   | Resursa Łódź               | 1  | 1 | 2  |
| 17   | Stal Mielec                | 1  | 1 | 2  |
| 23   | Chełmiec Wałbrzych         | 1  | 0 | 1  |
| 23   | ŁKS Łódź                   | 1  | 0 | 1  |
| 23   | YMCA Kraków                | 1  | 0 | 1  |
| 23   | Górnik Katowice            | 1  | 0 | 1  |
| 23   | KS Posnania                | 1  | 0 | 1  |
| 23   | Aluron CMC Warta Zawiercie | 1  | 0 | 1  |
| 29   | Morze Bałtyk Szczecin      | 0  | 3 | 3  |
| 29   | Stoczniowiec Gdańsk        | 0  | 3 | 3  |
| 31   | AZS Wrocław                | 0  | 2 | 2  |
| 32   | KS Warszawa                | 0  | 1 | 1  |
| 32   | Gwardia Warszawa           | 0  | 1 | 1  |